# Génesis (álbum de KHY)
Génesis es el tercer disco del proyecto en solitario de Patricia Tapia, excantante de Nexx y actualmente segunda voz de Mägo de Oz, llamado Patricia Tapia KHY. Fue lanzado al mercado el 25 de marzo de 2014. en este disco el grupo pasa a llamarse únicamente KHY.

## Lista de canciones
| N.º | Título                           | Duración |  |
| 1.  | «Frente a frente»                |          |  |
| 2.  | «Miedo (En lo más profundo)»     |          |  |
| 3.  | «Revolución»                     |          |  |
| 4.  | «Me cuesta respirar»             |          |  |
| 5.  | «En mis sueños»                  |          |  |
| 6.  | «Extraña irrealidad»             |          |  |
| 7.  | «Neckna»                         |          |  |
| 8.  | «En nombre de Dios»              |          |  |
| 9.  | «Pequeñas almas»                 |          |  |
| 10. | «Cerca de la rendición»          |          |  |
| 11. | «Nada importa»                   |          |  |
| 12. | «Tan cerca del final»            |          |  |
| 13. | «Left outside alone (Anastasia)» |          |  |
| 14. | «Quiero más (iTunes)»            |          |  |

## Integrantes
- Jaime de la Aldea: guitarra solista y rítmica
- Óscar Pérez: batería
- Juan Sanchez: guitarra rítmica y coros
- Javier Sane: bajo
- Juan Guadaño: teclados y coros
- Patricia Tapia: voz y coros

- Datos: Q17633529